# Permira
Permira Advisers LLP är ett brittiskt multinationellt riskkapitalbolag som specialiserar sig på att äga och driva företag inom branscherna finansiella tjänster, industri, konsumtionsvaror, sjukvård och teknologi. De har gjort fler än 200 investeringar i företag som bland annat Ancestry.com, Dr. Martens, Galaxy Entertainment Group, Genesys, Hugo Boss, Iglo Group, Informatica, Inmarsat, Intelsat, Jet Aviation, NDS Group, Premiere, Provimi och Saga plc.
De har sitt huvudkontor i London i England och för 2015 förvaltade de ett kapital på omkring €25 miljarder.